# فریبا عادلخواه
فریبا عادلخواه (۴ اردیبهشت ۱۳۳۸ در تهران) یک شهروند ایرانی-فرانسوی است که به عنوان انسان‌شناس دانشگاه ساینس پو کار می‌کند و به اتهام جاسوسی بازداشت شد. وی چند ماه در ایران و در شهر قم ساکن بوده و پیرامون حوزه علمیه تحقیق می‌کرد.
روزنامه فیگارو در یادداشتی که در صدمین روز بازداشت فریبا عادلخواه منتشر شد، نوشت یکی از دلایل محتمل بازداشت او این است که مقام‌های جمهوری اسلامی قصد دارند عادلخواه را با یک ایرانی زندانی در فرانسه مبادله کنند.
در اوایل بهمن ۱۳۹۸ فریبا عادلخواه در اعتراض به جلوگیری از ملاقاتش با رولان مارشال جلوی در بند زنان زندان اوین تحصن کرد. او سه هفته بعد به تحصنش پایان داد اما در ۶ اسفند ۱۳۹۸ به‌خاطر آسیب جدی که به کلیه‌هایش وارد شده بود، در بیمارستان زندان اوین بستری شد.
وی پس از بازگشت به فرانسه در ارتباط با بازداشت و حبس خود گفت ماموران حکومتی «بسیار محترمانه» از او خواستند آنها را دنبال کند و چند ساعت بعد، درحالی که «رو به دیوار» ایستاده بود، برای نخستین بار مورد بازجویی قرار گرفت و پس از آن نیز بارها بازجویی شد اما هرگز مورد ضرب و جرح قرار نگرفت. به گفته وی، ضرب و جرح زندانیان غالبا برای مردان اتفاق می‌افتد اما هرگز نشنیده که چنین اتفاقی برای زندانیان زن بیفتد.
به اعتقاد وی نتیجه «جنبش زن، زندگی، آزادی» این است که زندانیان زن از مقامات زندان سرپیچی کرده و یکی از موارد سرپیچی، خودداری زندانیان زن از پوشیدن روسری هنگام حضور مقامات مرد زندان میان آن‌ها است و همچنین شعار «زن، زندگی، آزادی» تبدیل به بخشی از فرهنگ ایران شده و «جمهوری اسلامی مجبور به عقب‌نشینی در خیلی از زمینه‌ها» شده است.

## زندگی شخصی
رولان مارشال پژوهشگر فرانسوی و شریک زندگی فریبا عادل‌خواه است. او که در ژوئن ۲۰۱۹ و زمانی‌که برای دیدار با عادل‌خواه به ایران رفته بود توسط سپاه بازداشت شده‌بود، در مارس ۲۰۲۰ و در جریان تبادل زندانی بین ایران و فرانسه آزاد شد. جلال روح‌الله‌نژاد که با مارشال مبادله شد یک ایرانی‌است که از بیش از یک سال پیش به اتهام دور زدن تحریم‌های آمریکا علیه ایران در فرانسه زندانی بود و قرار بود به آمریکا تحویل داده شود.

## محکومیت
۲۷ اردیبهشت ۱۳۹۹ قوه قضائیه فریبا عادلخواه را به اتهام «اجتماع و تبانی برای اقدام علیه امنیت ملی» و «تبلیغ علیه نظام» به حکم غیرقطعیِ ۶ سال حبس محکوم کرد.در ۱۰ تیر ۹۹ قوه قضائیه حکم قطعیِ ۵ سال حبس را اعلام کرد.
وی سه‌شنبه ۱۷ اکتبر ۲۰۲۳ وارد فرانسه شد و مورد استقبال مؤسسه علوم سیاسی ساینس‌پو قرار گرفت.

## واکنش‌ها
- کمیتهٔ حمایت از دو پژوهشگر فرانسوی در بند در ایران، خواستار آزادی فوری رولان مارشال و فریبا عادلخواه که هر دو در زندان اوین زندانی هستند، شده‌است. این کمیته نسبت به سلامتی رولان مارشال و فریبا عادلخواه ابراز نگرانی کرده‌است.[۱۳]
- روز یکشنبه ۲ فوریه ۲۰۲۰ وزیر خارجه فرانسه، ژان-ایو لو دریان، از بازداشت فریبا عادلخواه، پژوهشگر ایرانی-فرانسوی و شریک زندگی او رولان مارشال اظهار نگرانی کرده و آنرا «غیرقابل تحمل» دانست.[۱۴]
- برنارد اورکاد، پژوهشگر ارشد در مرکز ملی تحقیقات علمی فرانسه و عضو کمیتهٔ حمایت از فریبا عادلخواه و رولان مارشال ضمن «ابلهانه» خواندن اتهامات وارده بر این دو نفر گفت: «در برابر اینهمه نابخردی امید چندانی برای ما نمانده‌است»... «وضعیت سلامتی هر دو آنها بسیار نامطلوب است». این کمیته روز سه شنبه ۲۲ بهمن با برگزاری یک گردهمائی و راهپیمائی خاموش در سرای حقوق بشر پاریس، خواستار آزادی آنان شد.[۱۵]
- ۱۶ فوریه ۲۰۲۰ وزیر خارجه فرانسه، ژان-ایو لو دریان، در دیدار با محمدجواد ظریف در حاشیه کنفرانس امنیتی مونیخ، خواستار آزادی فریبا عادلخواه و رولان مارشال، شهروندان فرانسوی زندانی در ایران شد.[۱۶]
- در حالی که محاکمه فریبا و رولان مارشال که قرار بود در ۱۳ اسفند ۱۳۹۸ برگزار شود، تا زمان نامعلومی به تعویق افتاده‌است، برنارد اورکاد، مدیر پژوهش در مرکز ملی تحقیقات علمی فرانسه و عضو کمیتهٔ حمایت از این دو نگرانی خود را بعد از شیوع ویروس کرونا در زندان‌ها ابراز داشته و خواستار آزادی این دو پژوهشگر و مراقبت‌های پزشکی از آنان شد.[۱۷]
- دوشنبه ۲۱ مارس ۲۰۲۰ به دنبال آزادی رولان مارشال، دفتر رئیس‌جمهوری فرانسه از جمهوری اسلامی خواست تا فریبا عادل‌خواه را نیز آزاد کند.[۱۸]
- در ۲۷ اردیبهشت ۱۳۹۹ وزارت خارجه فرانسه با انتشار بیانیه‌ای حکم ۶ سال زندان را سیاسی خواند و محکوم کرد و خواهان آزادی فوری فریبا عادلخواه شد.[۱۹]
- ۶ خرداد ۱۳۹۹ وزیر خارجه فرانسه حکم ۶ سال زندان برای فریبا دلخواه را با انگیزه سیاسی دانسته که روابط فرانسه با ایران را سخت‌تر و دشوارتر خواهد کرد.[۲۰]